# Лимандрово
Ли́мандрово — озеро в Боровичском районе Новгородской области России. Площадь поверхности — 5,7 км². Высота над уровнем моря — 143,5 м.
Третье по величине озеро в Боровичском районе, после Пироса и Шерегодры. Находится в 21 км к востоку от Боровичей.
Из озера вытекает река Лимандровка, впадающая в Уверь. С севера впадает речка Ульховка (Кукуевка). Берега у озера низкие, заболоченные. Форма озера неправильная, с глубоко вдающимся в берег заливом. В центре озера расположен остров Средний: 850 метров длину и 390 метров в ширину.
Код водного объекта — 01040200211102000021887.

## История
Ранее было известно под названиями Лимандро и Лимедро. В 1936 году от озера Лимандрово был прорыт канал к реке Вельгии.